# Philonthus affinis
Philonthus affinis – gatunek chrząszcza z rodziny kusakowatych i podrodziny Staphylininae.
Gatunek ten został opisany w 1851 roku przez J. R. Rotha, który jako miejsce typowe wskazał Abisynię. W 2013 roku Lubomír Hromádka dokonał jego redeskrypcji.
Chrząszcz o ciele długości 15,3 mm. Głowa czarna, szersza niż dłuższa, opatrzona czterema grubymi punktami w linii prostej między oczami. Oczy długości skroni. Czułki czarnobrązowe z brązowożółtą nasadą drugiego członu. Głaszczki brązowożółte. Przedplecze barwy głowy i tak jak ona z ciemnym, metalicznie zielonym połyskiem. Szerokość przedplecza większa niż długość, jego tylne kąty bardzo wyraźnie zaokrąglone, a w jego grzbietowych rządkach po cztery punkty. Pokrywy czerwonożółte, gęściej niż u P. zostrops punktowane. Odwłok i uda czarne. Pozostała część odnóży żółta.
Chrząszcz afrotropikalny, podawany z Etiopii, Kenii i Sudanu.